# Club de escalada escocés femenino

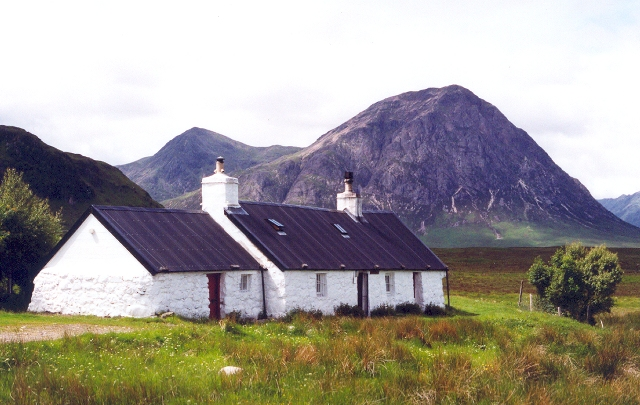
Blackrock Cottage es el refugio de montaña del club cerca de Glencoe. La montaña al fondo es el Beuckle. Esta fue una de las primeras montañas escaladas por el club y en la cima se celebró una fiesta para celebrar el centenario del club.

El Club de escalada escocés femenino fue fundado por Jane Inglis Clark, su hija Mabel y Lucy Smith en una montaña cerca de Lix Toll, Perthshire en 1908.  Es el club de escalada en activo más antiguo exclusivamente para mujeres. El club ha enviado numerosas expediciones al extranjero y realizó la primera escalada exclusivamente femenina de un pico importante en el Himalaya.

## Fundación
El club fue fundado por tres escaladoras experimentadas: Jane Inglis Clark, su hija Mabel y Lucy Smith. Smith era hija de un presidente del Scottish Mountaineering Club y el marido de Jane lnglis Clark, William Inglis Clark, era el secretario, pero al ser mujeres no se les permitió unirse al club de hombres. El Club Alpino de Mujeres se formó en Londres en 1907 y, mientras se refugiaban en una gran peña en Lix Toll el 18 de abril de 1908, las tres decidieron formar un club similar en Escocia. En mayo se celebró una reunión del comité que estableció la constitución y el propósito del club: "reunir a las mujeres amantes del montañismo y fomentar este deporte en Escocia, tanto en invierno como en verano". La primera presidenta del club fue Jane Inglis Clark, mientras que Lucy Smith fue la tesorera, Mabel Inglis Clark fue la secretaria y Ruth Raeburn la bibliotecaria.

## Desarrollo
En su primer año, el club tenía catorce socias. Su equipo incluía cuerda alpina que había sido fijada en el cerro The Cobbler y en las Peñas de Salisbury en Edimburgo, donde entrenaban. Para clasificarse, las participantes tuvieron que ascender cuatro picos de al menos cerca de 1.000 metros, con dos escaladas en nieve y dos en roca. A partir de ese momento, realizaron ascensiones a montañas como el Beuckle (Buachaille Etive Mòr) y el Suilven. Comenzaban sus escaladas con faldas largas, pero cuando no había hombres cerca, a menudo se deshacían de ellas para escalar en bombachos.También atrajeron a escaladoras de Glasgow y el número total de miembros en los primeros años llegó a ser en torno a  70. En 1947, el club arrendó su primer refugio de montaña, Blackrock Cottage cerca de Glencoe, y el segundo se agregó en 1963, Milehouse Cottage cerca de Kincraig. Desde estas y otras bases, se escalaron numerosas montañas escocesas y la socia Annie Hirst fue la primera mujer en escalar todos los Munros, 282 picos escoceses de más de 1000 metros.

## Expediciones
En 1928 el club organizó una expedición a los Alpes. Se realizaron expediciones posteriores a otras regiones de escalada en el extranjero, como el Cáucaso y Yosemite. En 1955 realizó la primera expedición en equipo de mujeres al Himalaya, conformado por Monica Jackson, Evelyn McNicol y Elizabeth Stark, siendo las primeras en escalar un pico de 6.705,6 metros en el Jugal Himal llamado Pico Gyalzen.

## Aniversarios
En 1958, la primera secretaria pronunció un discurso con motivo del 50 aniversario del club como presidenta. Mabel Jeffrey trajo a sus nietos a las celebraciones en la fundación del club, en la montaña Lix Toll.